# Tab Ramos
Tab Ramos, właśc. Tabaré Ramos Ricciardi (ur. 21 września 1966 w Montevideo) – amerykański piłkarz urugwajskiego pochodzenia grający na pozycji środkowego pomocnika.

## Kariera klubowa
Ramos urodził się w urugwajskim Montevideo w rodzinie pochodzenia włoskiego i hiszpańskiego. W wieku 11 lat wyemigrował wraz z rodziną do Stanów Zjednoczonych. Ojciec był zawodowym piłkarzem i nakłonił syna do uprawiania tego sportu. Tab pierwsze piłkarskie kroki stawiał w Union Vecinal Youth Soccer Club z Montevideo. Po przeprowadzce do USA uczęszczał do Saint Benedict's Preparatory School, a następnie grał w młodziezowym klubie Thistle FC, w którym występował także inny późniejszy reprezentant USA, John Harkes. W 1983 roku został mianowany najlepszym piłkarzem szkół wyższych w kraju, a drużyna piłkarska St. Benedicts awansowała do finału New Jersey. Zdobył łącznie 161 goli dla tej drużyny. W 1984 roku Tab został wybrany w drafcie do New York Cosmos (numer dziesiąty w pierwszej rundzie), jednak zawodnik zdecydował się na naukę w college'u.
Ramos zaczął uczęszczać do North Carolina State University i przez cztery lata występował w tamtejszej drużynie piłkarskiej w rozgrywkach NCAA. W 1988 roku został zawodnikiem klubu New Jersey Eagles i przez rok grał w jego barwach w American Soccer League. W tym samym roku został wybrany z numerem jeden w drafcie do Tacoma Stars, zespołu futsalowego, jednak zrezygnował ostatecznie z uprawiania tego sportu i w 1989 roku przeniósł się do Miami Sharks, gdzie grał przez kolejny rok.
20 lipca 1990 roku Ramos zmienił barwy klubowe i po Mundialu we Włoszech został wypożyczony do hiszpańskiego drugoligowca UE Figueres. W barwach Figueres rozegrał 38 meczów i zdobył 5 goli, a po sezonie został wykupiony za 250 tysięcy dolarów. Do drużyny dołączył także rodak Taba, Peter Vermes. W Figueres Ramos grał przez kolejny sezon, a 31 lipca 1992 został sprzedany za 400 tysięcy dolarów do innej drużyny z Segunda División, Realu Betis. W sezonie 1993/1994 zajął z Betisem drugie miejsce i awansował do Primera División. Nie zadebiutował jednak nigdy w Primera División z powodu kontuzji kości jarzmowej odniesionej w spotkaniu Mistrzostw Świata w USA z Brazylią. Za rok 1994 został uznany Piłkarzem Roku w strefie CONCACAF.
Na początku 1995 roku Ramos stał się pierwszym piłkarzem, który podpisał kontrakt z profesjonalną amerykańską ligą, Major League Soccer. Jednak na skutek problemów ze startem ligi został wypożyczony do meksykańskiego klubu Tigres UANL z miasta Monterrey. Stał się tym samym pierwszym Amerykaninem w meksykańskiej Primera División. W Tigres został także na sezon 1995/1996 i wygrał z nim Puchar Meksyku.
Po grze w Meksyku w kwietniu 1996 roku Ramos wrócił do Stanów Zjednoczonych i został zawodnikiem klubu MetroStars z Nowego Jorku. Był jego podstawowym zawodnikiem przez siedem kolejnych sezonów. W latach 1996, 1998 i 1999 został wybrany do drużyny gwiazd All-Star. Do 2002 roku rozegrał w barwach MetroStars 121 meczów, zdobył 8 goli i zaliczył 36 asyst, 14 maja 2002 roku ogłosił zakończenie kariery piłkarskiej. W 2005 roku został wybrany do Galerii Sław Piłki Nożnej w USA.
| Sezon   | Klub                | Kraj              | Rozgrywki           | Mecze | Bramki |
| ------- | ------------------- | ----------------- | ------------------- | ----- | ------ |
| 1988    | New Jersey Eagles   | Stany Zjednoczone | ASL                 | 8     | 2      |
| 1989    | Miami Sharks        | Stany Zjednoczone | APSL                | 3     | 0      |
| 1990/91 | UE Figueres         | Hiszpania         | Segunda División    | 38    | 5      |
| 1991/92 | UE Figueres         | Hiszpania         | Segunda División    | 34    | 4      |
| 1992/93 | Real Betis          | Hiszpania         | Segunda División    | 15    | 1      |
| 1993/94 | Real Betis          | Hiszpania         | Segunda División    | 18    | 0      |
| 1994/95 | Real Betis          | Hiszpania         | Primera División    | 0     | 0      |
| 1994/95 | Tigres UANL         | Meksyk            | Primera División    | 12    | 0      |
| 1995/96 | Tigres UANL         | Meksyk            | Primera División    | 23    | 2      |
| 1996    | New York MetroStars | Stany Zjednoczone | Major League Soccer | 25    | 3      |
| 1997    | New York MetroStars | Stany Zjednoczone | Major League Soccer | 13    | 2      |
| 1998    | New York MetroStars | Stany Zjednoczone | Major League Soccer | 17    | 1      |
| 1999    | New York MetroStars | Stany Zjednoczone | Major League Soccer | 5     | 0      |
| 2000    | New York MetroStars | Stany Zjednoczone | Major League Soccer | 20    | 2      |
| 2001    | New York MetroStars | Stany Zjednoczone | Major League Soccer | 18    | 0      |
| 2002    | New York MetroStars | Stany Zjednoczone | Major League Soccer | 14    | 0      |

## Kariera reprezentacyjna
W 1982 roku Ramos otrzymał obywatelstwo Stanów Zjednoczonych. W 1983 roku wraz z reprezentacją U-20 tego kraju wystąpił w młodzieżowych Mistrzostwach Świata i zdobył na nich 2 gole. Z kolei w 1984 roku wraz z olimpijską kadrą rywalizował na Igrzyskach Olimpijskich w Los Angeles, a w 1988 na Igrzyskach w Seulu.
W pierwszej reprezentacji Stanów Zjednoczonych Ramos zadebiutował 10 stycznia 1988 roku w przegranym 0:1 towarzyskim spotkaniu z Gwatemalą. W 1990 roku zaliczył swoje pierwsze Mistrzostwa Świata. Na włoskich boiskach wystąpił trzykrotnie, w meczach z: Czechosłowacją (1:5), Włochami (0:1) i Austrią (1:2).
Natomiast w 1994 roku Tab został powołany przez Velibora Milutinovicia do kadry na Mistrzostwa Świata, których gospodarzem było USA. Tam był podstawowym zawodnikiem swojej drużyny i wystąpił we wszystkich czterech meczach: grupowych ze Szwajcarią (1:1), z Kolumbią (2:1) i z Rumunią (0:1) oraz w 1/8 finału z Brazylią (0:1). W 1995 roku zajął 4. miejsce w Copa América 1995.
Z kolei w 1998 roku na Mundialu we Francji Ramos zaliczył dwa spotkania: z Niemcami (0:2) oraz z Iranem (1:2). Swój ostatni mecz w drużynie narodowej rozegrał 15 listopada 2000 przeciwko Barbadosem (4:0). Łącznie wystąpił w niej 81 razy i zdobył 8 goli.
W swojej karierze Ramos zaliczył też 8 meczów i zdobył 3 gole w reprezentacji USA w futsalu. W 1989 roku zajął 3. miejsce na Mistrzostwach Świata.